# Synagoge (Lich)

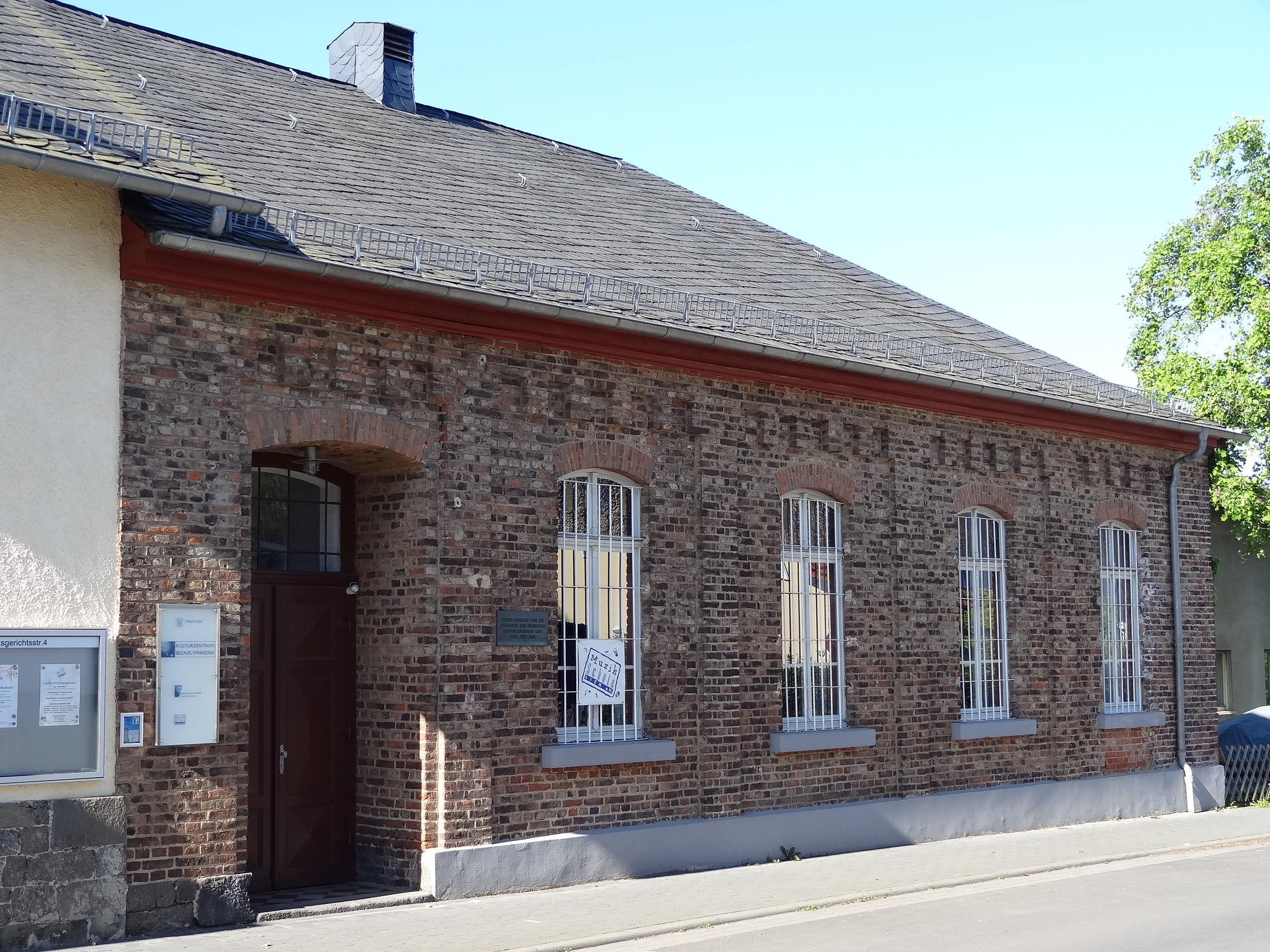
Synagoge in Lich

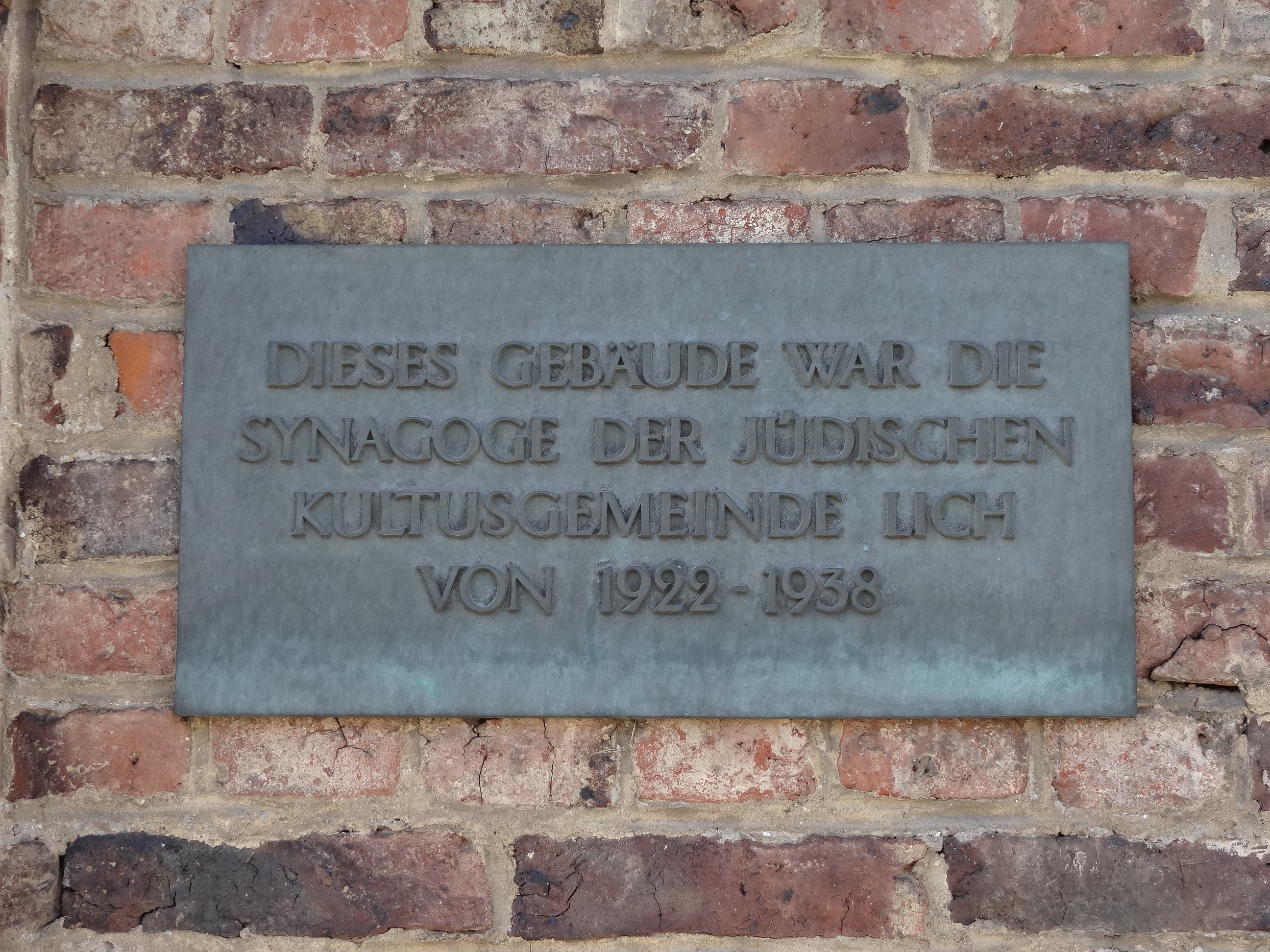
Gedenktafel

Die Synagoge in Lich, einer Stadt im mittelhessischen Landkreis Gießen, wurde 1921 in einem seit 1879/80 bestehenden Wohnhaus mit Gastwirtschaft in der Amtsgerichtsstraße 4 eingerichtet. Der große Saal wurde zu einer Synagoge umgebaut. 

## Geschichte
Beim Novemberpogrom 1938 wurde die Synagoge von SA-Männern geschändet und die Einrichtungsgegenstände zerstört. Im Jahr 1940 kam die politische Gemeinde Lich in den Besitz des Gebäudes, danach wurde es verschieden verwendet, unter anderem diente sie den Licher Nazis für ihre NSKK-Treffen. 1948 wurden im ehemaligen Synagogensaal Wände und Zwischendecken eingebaut, um Räume für die Stadtverwaltung zu schaffen. 1967 wurden in den Räumen eine Altentagesstätte eingerichtet. 
Mit Hilfe der Ernst-Ludwig-Chambré-Stiftung und der Stadt Lich – die nach wie vor Eigentümerin ist – konnte das Gebäude restauriert und am 29. Januar 2006 der Öffentlichkeit als Kulturzentrum Bezalel-Synagoge übergeben werden. Sie dient als Ort des Gedenkens, der Begegnung und mit ihrem 130 Personen fassenden Saal als Veranstaltungsort. In der ehemaligen Synagoge, die als Hessisches Kulturdenkmal deklariert ist, hat neben der Ernst-Ludwig Chambré-Stiftung mit einer Bibliothek und Mediathek auch die Musikschule Lich ihren Sitz.